# 2014. február 22-i konzisztórium
A 2014. február 22-i konzisztóriumot Ferenc pápa hívta össze január 12-én. Összesen 19 új bíborost kreált, közülük 16 pápaválasztó (80 év alatti).
| Nº                         | Ország                 | Név                               | Életkor                | Hivatal                                                 |
| Pápaválasztó bíborosok     | Pápaválasztó bíborosok | Pápaválasztó bíborosok            | Pápaválasztó bíborosok | Pápaválasztó bíborosok                                  |
| -------------------------- | ---------------------- | --------------------------------- | ---------------------- | ------------------------------------------------------- |
| 1                          | Olaszország            | Pietro Parolin                    | 59                     | a Pápai Államtitkárság államtitkára                     |
| 2                          | Olaszország            | Lorenzo Baldisseri                | 73                     | a Püspöki Szinódus főtitkára                            |
| 3                          | Németország            | Gerhard Ludwig Müller             | 66                     | a Hittani Kongregáció prefektusa                        |
| 4                          | Olaszország            | Beniamino Stella                  | 72                     | a Kléruskongregáció prefektusa                          |
| 5                          | Egyesült Királyság     | Vincent Gerard Nichols            | 68                     | a Westminsteri főegyházmegye érseke                     |
| 6                          | Nicaragua              | Leopold José Brenes Solórzano     | 64                     | a Managuai főegyházmegye érseke                         |
| 7                          | Kanada                 | Gérald Cyprien Lacroix I.S.P.X.   | 56                     | a Québeci főegyházmegye érseke                          |
| 8                          | Elefántcsontpart       | Jean-Pierre Kutwa                 | 68                     | az Abidjani főegyházmegye érseke                        |
| 9                          | Brazília               | Orani João Tempesta O. Cist.      | 63                     | a Rio de Janeiró-i Szent Sebestyén főegyházmegye érseke |
| 10                         | Olaszország            | Gualtiero Bassetti                | 71                     | a Perugia-Città della Pieve-i főegyházmegye érseke      |
| 11                         | Argentína              | Mario Aurelio Poli                | 66                     | a Buenos Aires-i főegyházmegye érseke                   |
| 12                         | Dél-Korea              | Andrew Yeom Soo-jung              | 70                     | a Szöuli főegyházmegye érseke                           |
| 13                         | Chile                  | Ricardo Ezzati Andrello S.D.B.    | 72                     | a Santiago de Chile-i főegyházmegye érseke              |
| 14                         | Burkina Faso           | Philippe Nakellentuba Ouédraogo   | 69                     | az Ouagadougoui főegyházmegye érseke                    |
| 15                         | Fülöp-szigetek         | Orlando Beltran Quevedo O.M.I.    | 74                     | a Cotabatói főegyházmegye érseke                        |
| 16                         | Haiti                  | Chibly Langlois                   | 55                     | a Les Cayes-i egyházmegye püspöke                       |
| Nem pápaválasztó bíborosok |                        |                                   |                        |                                                         |
| 17                         | Olaszország            | Loris Francesco Capovilla         | 98                     | a Loretói területi prelatúra nyugalmazott prelátusa     |
| 18                         | Spanyolország          | Fernando Sebastián Aguilar C.M.F. | 84                     | a Pamplona-Tudelai főegyházmegye nyugalmazott érseke    |
| 19                         | Saint Lucia            | Kelvin Edward Felix               | 81                     | a Castriesi főegyházmegye nyugalmazott érseke           |